# Dambadenia
Dambadenia é uma antiga cidade em ruínas situada na província do Noroeste, no Sri Lanca. Foi a capital do reino de Dambadenia, que existiu entre 1220 e 1345.